# Tour del Porvenir
El Tour del Porvenir (oficialmente: Tour de l'Avenir) es una competición ciclista profesional de Francia con limitación de edad, que se disputa entre los meses de agosto y septiembre. Se caracteriza por incorporar incluso competidores amateur o semi-profesionales independientes.

## Historia
El Tour de l'Avenir se creó en el año 1961. Desde su creación se ha variado la normativa, por ejemplo: limitándose a ciclistas de diferente edad, categoría profesional... siendo una carrera en la que los ciclistas han sido agrupados por equipos o por selecciones... En 1970 la carrera se suspendió por problemas económicos y en su lugar se disputó el "Grand Prix de l'Avenir" (Paris-Vierzon-Thiers), ganada por el francés Marcel Duchemin, carrera que en algunas publicaciones se incluye en el palmarés del Tour del Porvenir. Durante unos años, exactamente entre el 1986 y 1990, cambió su denominación por el del Tour de la Comunidad Europea (Tour de la CEE) al disputarse en varios países de la Comunidad Europea. En los últimos años, desde 1992 hasta el 2006, únicamente la podían correr equipos con ciclistas hasta 25 años y a partir del 2007 únicamente ciclistas sub-23 y por selecciones al entrar la carrera en la categoría 2.Ncup (Copa de las Naciones UCI).
Está organizada por los mismos organizadores que el Tour de Francia: ASO.
A pesar de la clara referencia del nombre de la prueba al Tour de Francia del futuro tan sólo siete ganadores de esta prueba han logrado ganar después el Tour, estos han sido: Felice Gimondi, Joop Zoetemelk, Greg Lemond, Miguel Induráin, Egan Bernal y Tadej Pogačar. Laurent Fignon también consiguió ganar las dos pruebas, sin embargo, a diferencia de los demás, Fignon ganó el Tour de Francia antes que el del Porvenir.

## Palmarés

### Podiums
| Año                                           | Ganador                    | Segundo                     | Tercero                 |           |
| --------------------------------------------- | -------------------------- | --------------------------- | ----------------------- | --------- |
| Tour de l'Avenir                              |                            |                             |                         |           |
| 1961                                          | Guido De Rosso             | Patxi Gabica                | Albert van D'Huynslager |           |
| 1962                                          | Antonio Gómez del Moral    | Mario Maino                 | Jan Janssen             |           |
| 1963                                          | André Zimmermann           | Rolf Maurer                 | Raymond Delisle         |           |
| 1964                                          | Felice Gimondi             | Lucien Aimar                | Ginés García Perán      |           |
| 1965                                          | Mariano Díaz               | José Manuel López Rodríguez | Paul Zollinger          |           |
| 1966                                          | Mino Denti                 | Harry Steevens              | José Gómez Lucas        |           |
| 1967                                          | Christian Robini           | Tino Conti                  | José Gómez Lucas        |           |
| 1968                                          | Jean-Pierre Boulard        | Robert Bouloux              | Jean-Pierre Paranteau   |           |
| 1969                                          | Joop Zoetemelk             | Luis Zubero                 | Gösta Pettersson        |           |
| Grand Prix de l'Avenir (París-Vierzon-Thiers) |                            |                             |                         |           |
| 1970                                          | Marcel Duchemin            | Christian Palka             | Franco Balduzzi         |           |
| Tour de l'Avenir                              |                            |                             |                         |           |
| 1971                                          | Régis Ovion                | Fedor den Hertog            | Jiří Háva               |           |
| Trophée Peugeot de l'Avenir                   |                            |                             |                         |           |
| 1972                                          | Fedor den Hertog           | Iwan Schmid                 | Bernard Bourreau        |           |
| 1973                                          | Gianbattista Baronchelli   | Wolfgang Steinmayr          | Bernard Bourreau        |           |
| 1974                                          | Enrique Martínez Heredia   | Wolfgang Steinmayr          | Gabriele Mirri          |           |
| 1975 edición no disputada                     |                            |                             |                         |           |
| 1976                                          | Sven-Åke Nilsson           | Miloš Hrazdíra              | Henk Lubberding         |           |
| 1977                                          | Eddy Schepers              | Johan van der Velde         | Roberto Visentini       |           |
| 1978                                          | Serguéi Sujoruchenkov      | Ramazan Galaletdinov        | Sergei Morosow          |           |
| Tour de l'Avenir                              |                            |                             |                         |           |
| 1979                                          | Serguéi Sujoruchenkov      | Saïd Gusseïnov              | Jostein Wilmann         |           |
| 1980                                          | Alfonso Flórez Ortiz       | Serguéi Sujoruchenkov       | Juri Kaschirin          |           |
| 1981                                          | Pascal Simon               | Serguéi Sujoruchenkov       | José Patrocinio Jiménez |           |
| 1982                                          | Greg LeMond                | Robert Millar               | Cristóbal Pérez         |           |
| 1983                                          | Olaf Ludwig                | Jean-François Chaurin       | Maarten Ducrot          |           |
| 1984                                          | Charly Mottet              | Jiří Škoda                  | Philippe Bouvatier      |           |
| 1985                                          | Martín Alonso Ramírez      | Éric Salomon                | Samuel Cabrera          |           |
| Tour de la Communauté Européenne              |                            |                             |                         |           |
| 1986                                          | Miguel Induráin            | Patrice Esnault             | Alexi Grewal            |           |
| 1987                                          | Marc Madiot                | Laurent Bezault             | Piotr Ugriúmov          |           |
| 1988                                          | Laurent Fignon             | Gérard Rué                  | Olaf Lurvik             |           |
| 1989                                          | Pascal Lino                | Laurent Bezault             | Denis Roux              |           |
| 1990                                          | Johan Bruyneel             | Martial Gayant              | Laurent Jalabert        |           |
| 1991 edición no disputada Tour de l'Avenir    |                            |                             |                         |           |
| 1992                                          | Hervé Garel                | Jean-Philippe Dojwa         | Bart Voskamp            |           |
| 1993                                          | Thomas Davy                | François Simon              | Bo Hamburger            |           |
| 1994                                          | Ángel Casero               | Maarten den Bakker          | Franck Bouyer           |           |
| 1995                                          | Emmanuel Magnien           | Christophe Moreau           | Laurent Roux            |           |
| 1996                                          | David Etxebarria           | Serguéi Ivanov              | Glenn D'Hollander       |           |
| 1997                                          | Laurent Roux               | Kevin Livingston            | Lylian Lebreton         |           |
| 1998                                          | Christophe Rinero          | Txema del Olmo              | Thierry Loder           |           |
| 1999                                          | Unai Osa                   | David Latasa                | Floyd Landis            |           |
| 2000                                          | Iker Flores                | David Moncoutié             | Sven Montgomery         |           |
| 2001                                          | Denís Menshov              | Florent Brard               | Sylvain Chavanel        |           |
| 2002                                          | Yevgueni Petrov            | Pierrick Fédrigo            | David Muñoz Bañón       |           |
| 2003                                          | Egoi Martínez              | Radoslav Rogina             | Samuel Dumoulin         |           |
| 2004                                          | Sylvain Calzati            | Thomas Lövkvist             | Christophe Le Mével     |           |
| 2005                                          | Lars Ytting Bak            | Christophe Riblon           | Assan Bazayev           |           |
| 2006                                          | Moisés Dueñas              | Robert Gesink               | Tom Stubbe              |           |
| 2007                                          | Bauke Mollema              | Tony Martin                 | André Steensen          |           |
| 2008                                          | Jan Bakelants              | Rui Alberto Costa           | Arnold Jeannesson       |           |
| 2009                                          | Romain Sicard              | Tejay van Garderen          | Sergej Fuchs            |           |
| 2010                                          | Nairo Quintana             | Andrew Talansky             | Jarlinson Pantano       |           |
| 2011                                          | Esteban Chaves             | David Boily                 | Mattia Cattaneo         |           |
| 2012                                          | Warren Barguil             | Juan Ernesto Chamorro       | Mattia Cattaneo         |           |
| 2013                                          | Rubén Fernández Andújar    | Adam Yates                  | Patrick Konrad          |           |
| 2014                                          | Miguel Ángel López         | Robert Power                | Alexey Rybalkin         |           |
| 2015                                          | Marc Soler                 | Jack Haig                   | Matvey Mamykin          |           |
| 2016                                          | David Gaudu                | Edward Ravasi               | Adrien Costa            |           |
| 2017                                          | Egan Bernal                | Bjorg Lambrecht             | Niklas Eg               |           |
| 2018                                          | Tadej Pogačar              | Thymen Arensman             | Gino Mäder              |           |
| 2019                                          | Tobias Foss                | Giovanni Aleotti            | Ilan Van Wilder         |           |
| 2020                                          | cancelada                  | cancelada                   | cancelada               | cancelada |
| 2021                                          | Tobias Halland Johannessen | Carlos Rodríguez            | Filippo Zana            |           |
| 2022                                          | Cian Uijtdebroeks          | Johannes Staune-Mittet      | Michel Heßmann          |           |
| 2023                                          | Isaac Del Toro             | Giulio Pellizzari           | Davide Piganzoli        |           |
| 2024                                          | Joseph Blackmore           | Pablo Torres Arias          | Tijmen Graat            |           |

Nota: La edición 1970 fue suspendida por problemas económicos y en su lugar se organizó de manera urgente una carrera sustituta. Los diarios "L'Équipe" y "le Parisien Libéré" se unieron a los organizadores de París-Vierzon, añadiendo dos etapas de Vierzon y creando el Grand Prix de l'Avenir.

### Clasificaciones y otros datos
| Ed. | Año  | General                    | Tiempo del ganador   | Kilómetros totales   | Etapas               | Montaña                 | Puntos                   | Equipos                       |
| --- | ---- | -------------------------- | -------------------- | -------------------- | -------------------- | ----------------------- | ------------------------ | ----------------------------- |
| 1   | 1961 | Guido De Rosso             | -                    | 2.209                | 14                   | Giorgio Zancanaro       | -                        | España                        |
| 2   | 1962 | Antonio Gómez del Moral    | -                    | 2.125                | 14                   | Adolf Heeb              | -                        | Países Bajos                  |
| 3   | 1963 | André Zimmermann           | -                    | 2.061                | 14                   | Ginés García            | -                        | España                        |
| 4   | 1964 | Felice Gimondi             | 53 h 10 min 51 s     | 1.961                | 13                   | Juan José Sagarduy      | Juan José Sagarduy       | España                        |
| 5   | 1965 | Mariano Díaz Díaz          | 58 h 08 min 59 s     | 2.175                | 12                   | Mariano Díaz Díaz       | Harry Steevens           | España                        |
| 6   | 1966 | Mino Denti                 | -                    | 1.937                | 12                   | Giorgio Favaro          | Harry Steevens           | España                        |
| 7   | 1967 | Christian Robini           | -                    | 1.560                | 10                   | Arturo Pecchielan       | Cyrille Guimard          | Francia                       |
| 8   | 1968 | Jean-Pierre Boulard        | -                    | 1.583                | 12                   | Lucien Van Impe         | Roger De Vlaeminck       | Francia                       |
| 9   | 1969 | Joop Zoetemelk             | -                    | 1.895                | 10                   | Marcel Duchemin         | Gérard Besnard           | Países Bajos                  |
| -   | 1970 | Marcel Duchemin            | -                    | 788                  | 4                    | Franco Balduzzi         | -                        | -                             |
| 10  | 1971 | Régis Ovion                | -                    | 1.654                | 11                   | Mathias Pustjens        | Bruno Hubschmid          | Francia                       |
| 11  | 1972 | Fedor Den Hertog           | -                    | 1.621                | 11                   | Ueli Sutter             | Cees Priem               | Países Bajos                  |
| 12  | 1973 | Gianbattista Baronchelli   | -                    | 1.577                | 13                   | Julian Andiano          | Enrique Martínez Heredia | Suiza                         |
| 13  | 1974 | Enrique Martínez Heredia   | -                    | 1.299                | 11                   | Wolfgang Steinmayr      | Enrique Martinez Heredia | Polonia                       |
| -   | 1975 | Edición no disputada       | Edición no disputada | Edición no disputada | Edición no disputada | Edición no disputada    | Edición no disputada     | Edición no disputada          |
| 14  | 1976 | Sven-Ake Nilsson           | -                    | 986                  | 9                    | Fernando Cabrero        | -                        | España                        |
| 15  | 1977 | Eddy Schepers              | -                    | 1.498                | 13                   | Bernard Becaas          | Guido Van Calster        | Bélgica                       |
| 16  | 1978 | Sergéi Sujoruchenkov       | -                    | 1.590                | 15                   | Sergueï Morozov         | Alexander Awerin         | Unión Soviética               |
| 17  | 1979 | Sergéi Sujoruchenkov       | -                    | 1.726                | 14                   | Sergueï Morozov         | Alexander Awerin         | Unión Soviética               |
| 18  | 1980 | Alfonso Flórez             | -                    | 1.677                | 14                   | Ramazan Galaletdinov    | Yuri Barinov             | Unión Soviética               |
| 19  | 1981 | Pascal Simon               | -                    | 1.511                | 15                   | José Patrocinio Jiménez | Patrick Bonnet           | Unión Soviética               |
| 20  | 1982 | Greg Lemond                | -                    | 1.338                | 12                   | Rafael Acevedo          | Olaf Ludwig              | República Democrática Alemana |
| 21  | 1983 | Olaf Ludwig                | -                    | 1.945                | 16                   | Antonio Alves           | Olaf Ludwig              | República Democrática Alemana |
| 22  | 1984 | Charly Mottet              | -                    | 1.635                | 13                   | Reynel Montoya          | Benny Van Brabant        | Renault-Elf                   |
| 23  | 1985 | Martín Ramírez             | -                    | 1.612                | 14                   | Samuel Cabrera          | Alexandr Zinoviev        | Café de Colombia              |
| 24  | 1986 | Miguel Induráin            | -                    | 1.738                | 15                   | Patrice Esnault         | Miguel Induráin          | Système U                     |
| 25  | 1987 | Marc Madiot                | -                    | 1.714                | 12                   | Henry Cárdenas          | Dimitri Konyshev         | Francia                       |
| 26  | 1988 | Laurent Fignon             | -                    | 1.832                | 12                   | Carlos Manuel Pereira   | Laurent Jalabert         | Système U                     |
| 27  | 1989 | Pascal Lino                | -                    | 1.424                | 9                    | Didier Virvaleix        | Peter De Clercq          | Toshiba                       |
| 28  | 1990 | Johan Bruyneel             | -                    | 1.369                | 10                   | Martial Gayant          | Laurent Jalabert         | Toshiba                       |
| -   | 1991 | Edición no disputada       | Edición no disputada | Edición no disputada | Edición no disputada | Edición no disputada    | Edición no disputada     | Edición no disputada          |
| 29  | 1992 | Hervé Garel                | -                    | 1.527                | 12                   | Lance Armstrong         | Marcel Wüst              | RMO                           |
| 30  | 1993 | Thomas Davy                | -                    | 1.543                | 12                   | Bo Hamburger            | Jaan Kirsipuu            | Castorama                     |
| 31  | 1994 | Ángel Casero               | -                    | 1.591                | 11                   | Michael Blaudzun        | Tristan Hoffman          | Banesto                       |
| 32  | 1995 | Emmanuel Magnien           | -                    | 1.613                | 11                   | Patrice Halgand         | Damien Nazon             | Castorama                     |
| 33  | 1996 | David Etxebarria           | -                    | 1.858                | 11                   | Sergueï Ivanov          | Glenn D'Hollander        | ONCE                          |
| 34  | 1997 | Laurent Roux               | -                    | 1.344                | 9                    | Patrice Halgand         | Jeremy Hunt              | ONCE                          |
| 35  | 1998 | Christophe Rinero          | -                    | 1.471                | 9                    | Joseba Beloki           | Peter Wuyst              | Euskaltel-Euskadi             |
| 36  | 1999 | Unai Osa                   | -                    | 1.542                | 10                   | Steve Vermaut           | Gerhard Trampusch        | Banesto                       |
| 37  | 2000 | Iker Flores                | -                    | 1.562                | 10                   | Sylvain Chavanel        | Luca Paolini             | Euskaltel-Euskadi             |
| 38  | 2001 | Denis Menchov              | 38 h 44 min 52 s     | 1.644                | 10                   | Jesús Manzano           | Baden Cooke              | Banesto                       |
| 39  | 2002 | Yevgueni Petrov            | 35 h 41 min 44 s     | 1.464                | 10                   | Christophe Laurent      | Alexandre Usov           | Euskaltel-Euskadi             |
| 40  | 2003 | Egoi Martínez              | 35 h 29 min 38 s     | 1.441                | 10                   | Christophe Le Mével     | Philippe Gilbert         | Carvalhelhos-Boavista         |
| 41  | 2004 | Sylvain Calzati            | 37 h 17 min 51 s     | 1.518                | 10                   | Yannick Talabardon      | Sébastien Chavanel       | Vlaanderen-Baloise            |
| 42  | 2005 | Lars Ytting Bak            | -                    | 1.441                | 10                   | Saul Raisin             | Assan Bazayev            | Perutnina Ptuj                |
| 43  | 2006 | Moisés Dueñas              | 35 h 27 min 43 s     | 1.397                | 10                   | Robert Gesink           | Tom Stubbe               | Cofidis                       |
| 44  | 2007 | Bauke Mollema              | 35 h 14 min 04 s     | 1.435                | 10                   | Dario Cataldo           | Dario Cataldo            | Dinamarca                     |
| 45  | 2008 | Jan Bakelants              | 36 h 44 min 59 s     | 1.386                | 9                    | Arnold Jeannesson       | Maciej Paterski          | Francia A                     |
| 46  | 2009 | Romain Sicard              | 30 h 33 min 41 s     | 1.292                | 9                    | Nico Keinath            | Andreas Stauff           | Francia A                     |
| 47  | 2010 | Nairo Quintana             | 26 h 49 min 21 s     | 1.012                | 8                    | Jarlinson Pantano       | John Degenkolb           | Colombia                      |
| 48  | 2011 | Esteban Chaves             | 28 h 20 min 22 s     | 1.105                | 8                    | Garikoitz Bravo         | Romain Bardet            | Francia                       |
| 49  | 2012 | Warren Barguil             | 18 h 36 min 07 s     | 756                  | 7                    | Warren Barguil          | Warren Barguil           | Rusia                         |
| 50  | 2013 | Rubén Fernández            | 22 h 00 min 31 s     | 885                  | 8                    | Julian Alaphilippe      | Kristian Haugaard        | Kazajistán                    |
| 51  | 2014 | Miguel Ángel López         | 23 h 54 min 28 s     | 912,55               | 8                    | Miguel Ángel López      | Davide Martinelli        | Rusia                         |
| 52  | 2015 | Marc Soler                 | 24 h 58 min 14 s     | 963,8                | 8                    | Matvey Mamykin          | Jonas Koch               | Rusia                         |
| 53  | 2016 | David Gaudu                | 23 h 31 min 51 s     | 895,0                | 8                    | Lucas Hamilton          | Vincenzo Albanese        | Australia                     |
| 54  | 2017 | Egan Bernal                | 29 h 56 min 33 s     | 1.201,2              | 9                    | Pavel Sivakov           | Kristoffer Halvorsen     | Australia                     |
| 55  | 2018 | Tadej Pogačar              | 26 h 28 min 53 s     | 1.149,9              | 10                   | Alejandro Osorio        | Damien Touzé             | Colombia                      |
| 56  | 2019 | Tobias Foss                | 27 h 30 min 09 s     | 1.071,5              | 10                   | Jon Agirre              | Matteo Jorgenson         | Bélgica                       |
| -   | 2020 | Edición no disputada       | Edición no disputada | Edición no disputada | Edición no disputada | Edición no disputada    | Edición no disputada     | Edición no disputada          |
| 57  | 2021 | Tobias Halland Johannessen | 28 h 11 min 19 s     | 1.112,8              | 10                   | Carlos Rodríguez        | Marijn van den Berg      | Noruega                       |
| 58  | 2022 | Cian Uijtdebroeks          | 26 h 50 min 12 s     | 1.133                | 10                   | Cian Uijtdebroeks       | Casper van Uden          | Italia                        |
| 59  | 2023 | Isaac Del Toro             | 22 h 03 min 24 s     | 883,8                | 8                    | Isaac Del Toro          | Isaac Del Toro           | Italia                        |

1. ↑  Incluye prólogos y dobles sectores
2. ↑  Tras la descalificación por dopaje de Gabriel Mascaró.
3. ↑  La edición 1970 fue suspendida por problemas económicos y en su lugar se organizó de manera urgente una carrera sustituta. Los diarios "L'Équipe" y "le Parisien Libéré" se unieron a los organizadores de París-Vierzon, añadiendo dos etapas de Vierzon y creando el Grand Prix de l'Avenir.
4. ↑  Tras la suma de dos minutos más por penalización en la última etapa.

## Palmarés por países
- Actualizado hasta la edición de 2024

| País            | Victorias | 2.º lugar | 3.º lugar | Total |
| --------------- | --------- | --------- | --------- | ----- |
| Francia         | 19        | 17        | 15        | 51    |
| España          | 12        | 7         | 4         | 23    |
| Colombia        | 6         | 1         | 4         | 11    |
| Italia          | 4         | 5         | 7         | 16    |
| Bélgica         | 4         | 1         | 4         | 9     |
| Países Bajos    | 3         | 6         | 5         | 14    |
| Unión Soviética | 2         | 4         | 2         | 8     |
| Rusia           | 2         | 1         | 2         | 5     |
| Noruega         | 2         | 1         | 2         | 5     |
| Estados Unidos  | 1         | 3         | 3         | 7     |
| Reino Unido     | 1         | 2         | 0         | 3     |
| Alemania        | 1         | 1         | 2         | 4     |
| Suecia          | 1         | 1         | 1         | 3     |
| Dinamarca       | 1         | 0         | 3         | 4     |
| Eslovenia       | 1         | 0         | 0         | 1     |
| México          | 1         | 0         | 0         | 1     |
| Suiza           | 0         | 2         | 3         | 5     |
| República Checa | 0         | 2         | 1         | 3     |
| Austria         | 0         | 2         | 1         | 3     |
| Australia       | 0         | 2         | 0         | 2     |
| Croacia         | 0         | 1         | 0         | 1     |
| Portugal        | 0         | 1         | 0         | 1     |
| Canadá          | 0         | 1         | 0         | 1     |
| Letonia         | 0         | 0         | 1         | 1     |
| Kazajistán      | 0         | 0         | 1         | 1     |